# Liste der Wappen in Ulm
Diese Liste beinhaltet alle in der Wikipedia gelisteten Wappen des Stadtkreises Ulm in Baden-Württemberg, inklusive historischer Wappen. Fast alle Städte, Gemeinden und Kreise in Baden-Württemberg führen ein Wappen. Sie sind über die Navigationsleiste am Ende der Seite erreichbar.

## Wappen des Stadtkreises Ulm

### Stadtwappen in Ulm

Ulm[1]
Landkreis Ulm (1954–1972)
Die Stadt Ulm in Baden-Württemberg

### Stadtteilwappen ehemaliger Gemeinden in Ulm

Böfingen
Donaustetten[2]
Eggingen[3]
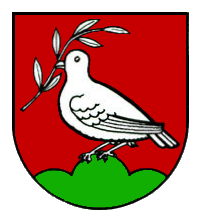
Einsingen
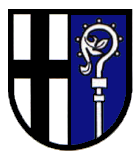
Ermingen
Gögglingen[6]
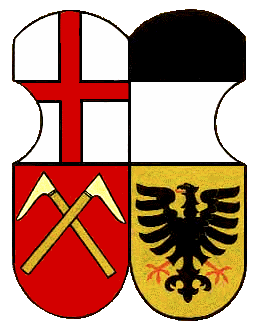
Grimmelfingen
Jungingen[8]
Lehr[9]
Mähringen[10]
Örlingen
Obertalfingen
Söflingen
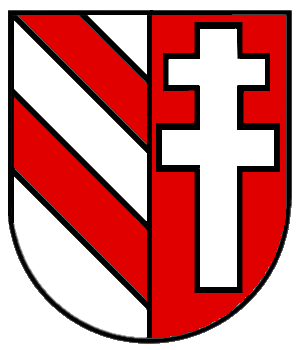
Unterweiler
Wiblingen

## Blasonierungen
1. ↑  Ulm: Von Schwarz und Silber geteilt.
2. ↑  Donaustetten: In Silber ein blauer Wellenschräglinksbalken, darüber ein sechsstrahliger blauer Stern, darunter ein blaues Haus.
3. ↑  Eggingen: Unter schwarzem Schildhaupt, darin drei silberne Kugeln, in Silber ein schwarzes Deutschordenskreuz.
4. ↑  Einsingen: In Rot auf grünem Dreiberg eine stehende, golden bewehrte silberne Taube, einen grünen Ölzweig im Schnabel haltend.
5. ↑  Ermingen: In gespaltenem Schild vorne ein in Silber ein schwarzes Kreuz, hinten in Blau ein silberner Äbtissinnenstab.
6. ↑  Gögglingen: In Blau eine aus dem Unterrand wachsende zweibogige goldene Brücke, darüber ein goldenes Patriarchenhochkreuz.
7. ↑  Grimmelfingen: Oberfeld, links: Kloster Reichenau (weißer Grund, rotes Balkenkreuz) - Oberfeld rechts: Reichsstadt Ulm ( schwarz-weiß-geteiltes Schild) - Unterfeld, links: Fam. Ehinger ( roter Grund mit 2 gekreuzten Heulicheln) - Unterfeld rechts: Fam. Schad ( goldener Grund mit schwarzem Reichsadler).
8. ↑  Jungingen: In Blau eine goldene Garbe, beiderseits begleitet von je einer goldenen Ähre am Halm mit zwei Blättern.
9. ↑  Lehr: In Schwarz über Silber geteiltem Schild oben ein silbernes Kreuz, unten auf schwarzem Dreiberg drei grüne Buchen.
10. ↑  Mähringen: In Grün auf goldenem Dreiberg sechs goldene Gerstenähren.
11. ↑  Unterweiler: In gespaltenem Schild vorne in Silber zwei rote Schrägbalken, hinten in Rot ein silbernes Doppelkreuz.